# دكتوراه في السمعيات
الدكتوراه في السمعيات (AuD) درجة مهنية لأخصائي السمعيات، تم تصميم برنامج AuD لتخريج أخصائيي السمع المهرة في تقديم خدمات التشخيص وإعادة التأهيل وغيرها من الخدمات المرتبطة بالسمع والتوازن وإدارة طنين الأذن والمجالات السمعية ذات الصلة. هؤلاء الأفراد يساعدون المرضى الذين يعانون من مشاكل في السمع في المقام الأول من خلال تشخيص فقدان السمع وتركيب أجهزة السمع المساعدة. هناك تركيز على تجربة التعلم السريري، على الرغم من أن معظم البرامج تحتوي أيضًا على مكون بحثي. اعتبارًا من عام 2007، حلت AuD محل برامج السمع على مستوى الماجستير كدرجة دخول في الولايات المتحدة.
لا تزال دول أخرى، مثل أستراليا وكندا والهند، تقدم درجة الماجستير. في الولايات المتحدة، بعد الحصول على AuD، قد تطلب بعض الولايات ترخيصًا قبل ممارسة علم السمع سريريًا. تتضمن غالبية برامج الجامعة الأمريكية في دبي ثلاث سنوات من التدريس الإكلينيكي والتعليمي وفترة تدريب لمدة عام واحد، على غرار الإقامة الطبية. تقدم بعض المدارس برامج معجلة مدتها ثلاث سنوات. تختلف البرامج في متطلباتها المسبقة للقبول، على الرغم من أن المتقدمين على نطاق واسع يجب أن يكون لديهم بعض الخلفية في العلوم الطبيعية والاجتماعية والرياضيات والعلوم الإنسانية. في حين أنه قد يكون من المفيد للمتقدمين الحصول على خلفية في علوم الاتصال، إلا أن هذا ليس مطلوبًا بشكل عام للقبول في برنامج AuD.

## أنظر أيضاََ
- الدرجة المهنية الأولى
- اختبار السمع
- السمع
- خطاب